# Gloeopeniophorella
Gloeopeniophorella ist eine Pilzgattung, die innerhalb der Familie der Täublingsverwandten (Russulaceae) steht. Die Gattung kann relativ einfach anhand ihres fast glatten Hymenophors, ihrer schnallenlosen Hyphen und dem gemeinsamen Vorkommen von kristalltragenden Lamprozystiden und Gloeozystiden identifiziert werden. Die ellipsoiden Sporen haben eine amyloide runzelige Oberfläche. Anders als die mit ihnen verwandten Täublinge und Milchlinge sind sie keine Mykorrhizapilze, sondern leben saprobiontisch und zersetzen Totholz. Die Typusart der Gattung ist Gloeopeniophorella rubroflava Rick.

## Merkmale
Die Fruchtkörper sind resupinat oder effus und das Hymenophor ist fast glatt bis leicht höckerig und mehr oder weniger ocker gefärbt. Das monomitische Hyphensystem besteht aus hyalinen, dünnwandigen Hyphen mit leicht verdickten Zellwänden, Schnallen fehlen. Als sterile Elemente kommen meist zahlreiche kristalltragende Zystiden (Metuloide) vor. Sie sind hyalin, haben mehr oder weniger verdickte Wände und können mit Jodreagenzien dextrinoid reagieren oder auch nicht. Außerdem findet man dünnwandige Gloeozystiden, die spärlich bis zahlreich vorkommen können und mit Sulfovanillin eine positive oder negative Reaktion zeigen. Die viersporigen Basidien sind schmal keulig und haben keine basale Schnalle. Die Sporen sind amyloid und mehr oder weniger ellipsoid. Sie sehen in Melzers Reagenz deutlich runzelig aus, in KOH können sie auch manchmal glatt sein.

## Ökologie und Verbreitung
Die meisten Arten der Gattung kommen in den Tropen und Subtropen vor. Gloeopeniophorella rubroflava, die Typusart der Gattung, wurde in Brasilien nachgewiesen; Gloeopeniophorella laxa wächst in Taiwan auf toten Ästen und auf berindeten oder unberindeten Stämmen der Sicheltanne (Cryptomeria japonica). Gemäß J. Boidin und seiner Mitautoren wurde der Pilz auch auf Guadeloupe gesammelt. Gloeopeniophorella sacrata hat sein Hauptverbreitungsgebiet in Neuseeland. Es gibt aber auch Nachweise aus Australien und Venezuela. Der Holotypus von Gloeopeniophorella singulare stammt aus dem Nationalpark Banco (Elfenbeinküste). Nur Gloeocystidiellum convolvens ist eine überwiegend nordeuropäische Art, die in Fennoskandinavien, Estland und Russland zerstreut verbreitet ist und auch in Österreich und Spanien nachgewiesen wurde. Laut J. Ginns und G.W. Freeman kommt der Pilz auch in Nordamerika vor. Er wächst bevorzugt auf schon stärker zersetztem Nadel- bisweilen aber auch auf Laubholz. Trotz ihrer nahen Verwandtschaft zu den beiden Mykorrhizapilzgattungen der Täublinge und Milchlinge zeigen die Gloeopeniophorella-Arten keinerlei symbiotische Eigenschaften, sondern leben rein saprobiontisch auf mehr oder weniger zerfallenem Totholz.

## Systematik

Abb. 1: Maximum-Likelihood-Stammbaum von Boidinia und Gloeopeniophorella. Hinter dem Artnamen sind die Genbank-Nummern angegeben. Alle weiteren Angaben zur Berechnung der Stammbäume können der Bildbeschreibung entnommen werden.

Abb. 2: Minimum Evolution-Stammbaum. Der in Abbildung 1 und 2 gezeigte Stammbaum entspricht weitestgehend Larsson & Larssons Neighbor-Joining-Stammbaum. Nur, dass der Boidinia furfuracea-Ast bei ihnen an der Basis der Russulaceen steht, während er in den hier gezeigten Stammbäumen, ein Schwestertaxon der Täublinge ist. Die Bootstapwerte werden neben den Ästen angezeigt.

Die Gattung wurde bereits 1934 von J. Rick für die Typusart Gloeopeniophorella rubroflava erstellt. 1956 fügte er mit Gloeopeniophorella griseolutea eine weitere Art hinzu. Da die Gattung nur zwei relativ unbekannte, tropische Arten besaß, fand sie in der mykologischen Forschung nur wenig Beachtung. Das änderte sich erst als J. Boidin, P. Lanquetin und G. Gilles 1997 in ihrer Überarbeitung der Gattung Gloeocystidiellum (Le genre Gloeocystidiellum sensu lato) die Gattungen gleichsam wieder entdeckten und mit Gloeocystidiellum convolvens erstmals eine europäische Art und seinen taiwanischen Verwandten Gloeocystidiellum laxum in die Gattungen stellten. Zwei weitere Arten Gloeopeniophorella sacrata und Gloeopeniophorella singulare wurden erst 2007 durch K. Hjortstam und L. Ryvarden in die Gattung gestellt, die zuvor in der Gattung Dextrinocystidium standen. Die Gattung Dextrinocystidium war 1996 von Shung-H. Wu für den Typusart Dextrinocystidium sacratum erstellt worden. Die Vertreter sollten ein dimitisches Hyphensystem, schnallenlose, generative Hyphen und verzweigte Skeletthyphen, sowie dextrinoide Lamprozystiden, utriforme (euterförmige) Basidien und runzelige bis warzige Sporen haben. Hjortstam und Ryvarden begründeten die Neukombination damit, dass sie die Dextrinoidreaktion der kristalltragenden Zystiden für kein Merkmal halten, dass gewichtig genug ist, um damit die Abtrennung einer Gattung zu rechtfertigen.
E. Larsson und K.H. Larsson untersuchten 2003 Sequenzdaten des 5.8S, ITS2 und der LSU-rDNA Gens von über 100 (vorwiegend corticioiden) Vertretern der Täublingsartigen und konnten klar zeigen, dass die Gattung Gloeopeniophorella eindeutig zur Familie der Täublingsverwandten gehört und eng mit Boidinia verwandt ist. Tatsächlich bildet sie mit Teilen der Gattung Boidinia eine gemeinsame Abstammungslinie (Klade).
Das Ergebnis lässt vermuten, dass die Vorläufer der beiden Mykorrhizagattungen saprotrophe Pilze mit einem corticioiden Fruchtkörper waren.

## Arten
Die Gattung enthält derzeit (Stand 2014) fünf Arten. In Europa kommt mit Gloeopeniophorella convolvens nur eine Art vor. Die systematische Stellung von Gloeopeniophorella sacrata und Gloeopeniophorella singulare ist umstritten. Einige Autoren sehen die beiden Arten in der Gattung Dextrinocystidium.
| Wissenschaftlicher Name        | Autor                                              |
| ------------------------------ | -------------------------------------------------- |
| Gloeopeniophorella convolvens  | (P. Karst.) Boidin, Lanq. & Gilles 1997            |
| Gloeopeniophorella griseolutea | Rick 1959                                          |
| Gloeopeniophorella laxa        | (Sheng H. Wu) Boidin, Lanq. & Gilles 1997          |
| Gloeopeniophorella rubroflava  | Rick1934                                           |
| Gloeopeniophorella sacrata     | (G. Cunn.) Hjortstam & Ryvarden 2007               |
| Gloeopeniophorella singulare   | (Boidin, Lanq. & Gilles) Hjortstam & Ryvarden 2007 |